# Pseudosinella christianseni
Pseudosinella christianseni är en urinsektsart som beskrevs av John Tenison Salmon 1964. Pseudosinella christianseni ingår i släktet Pseudosinella och familjen brokhoppstjärtar. Inga underarter finns listade i Catalogue of Life.